# Klaus Besser (Autor)
Klaus Besser (* 1919; † 1995) war ein deutscher Autor, Redakteur und Gastronomiekritiker.

## Leben
Klaus Besser war Chefredakteur der in Essen erscheinenden Neue Ruhr Zeitung (NRZ) und ab Ende der 1950er Jahre Chefredakteur der DGB-Wochenzeitung Welt der Arbeit. In den 1970er Jahren wurde Besser zu einem der bekanntesten Gastronomiekritiker neben Wolfram Siebeck und Gert von Paczensky. Vor allem diese drei Restaurantkritiker machten die Nouvelle Cuisine und ihre deutschen Köche bekannt.
1970 wurde die Restaurant-Auszeichnung Goldene Pfeffermühle von Klaus Besser initiiert und vom Bonner Gesellschaftsmagazin Esprit verliehen, das Besser herausgab. Die Goldene Pfeffermühle galt als "reputierlichster Kochkunstpreis der Republik". Besser überreichte sie beispielsweise 1974 an Günther Wanka vom Hotel-Restaurant Erbprinz, 1975 an Eckart Witzigmann, 1976 an Rudolf Katzenberger und 1977 an Lothar Eiermann.
1978 gründete Besser die Zeitschrift Besser’s Gourmet Journal – Die Kunst richtig zu genießen, die 1980 in Ullsteins Gourmet-Journal umgewandelt wurde. 1982 wurde daraus VIF – das Gourmet-Journal, das schließlich 1997 in der Zeitschrift Der Feinschmecker aufging.
Ab 1979 veröffentlichte er eine Hitliste der besten deutschen Restaurants, auf der er die Schweizer Stuben auf Platz eins setzte.
Besser veröffentlichte zahlreiche Bücher im Themenbereich Gastronomie. Seine Frau Ilse Besser gab nach seinem Tod 1995–1999 Besser’s Beste Restaurants, Köln, Bonn und Umgebung heraus. Von ihr wurde auch 1996 bis 1999 die Klaus Besser Medaille an besondere gastronomische Betriebe in Köln verliehen.

## Veröffentlichungen
- Kenner, Snobs und große Köche. Ein Brevier für Genießer. Verlag Modernes Sachbuch, 1974, ISBN 978-3450010706.
- Die hundert besten Rezepte der großen Köche Europas. Ullstein Verlag, 1977.
- Die hundert besten Landhotels in Europa. Ullstein Verlag, 1977.
- Die hundert besten Restaurants in Europa. Ullstein Verlag, 1978.
- Besser’s Guide Europa. Die 100 besten Restaurants. Hoelker Verlag, 1983.
- Die hohe Schule des Geniessens. Ullstein, 1986.
- Die einfache große Küche der Brüder Troisgros. Heyne Verlag, 1986.
- Das ist Brüssel. Busse-Seewald Verlag 1989.
- Die besten Hotels in Europa. Essen und Schlafen de luxe. Ullstein Verlag, 1990.